# Armour-Stiner House

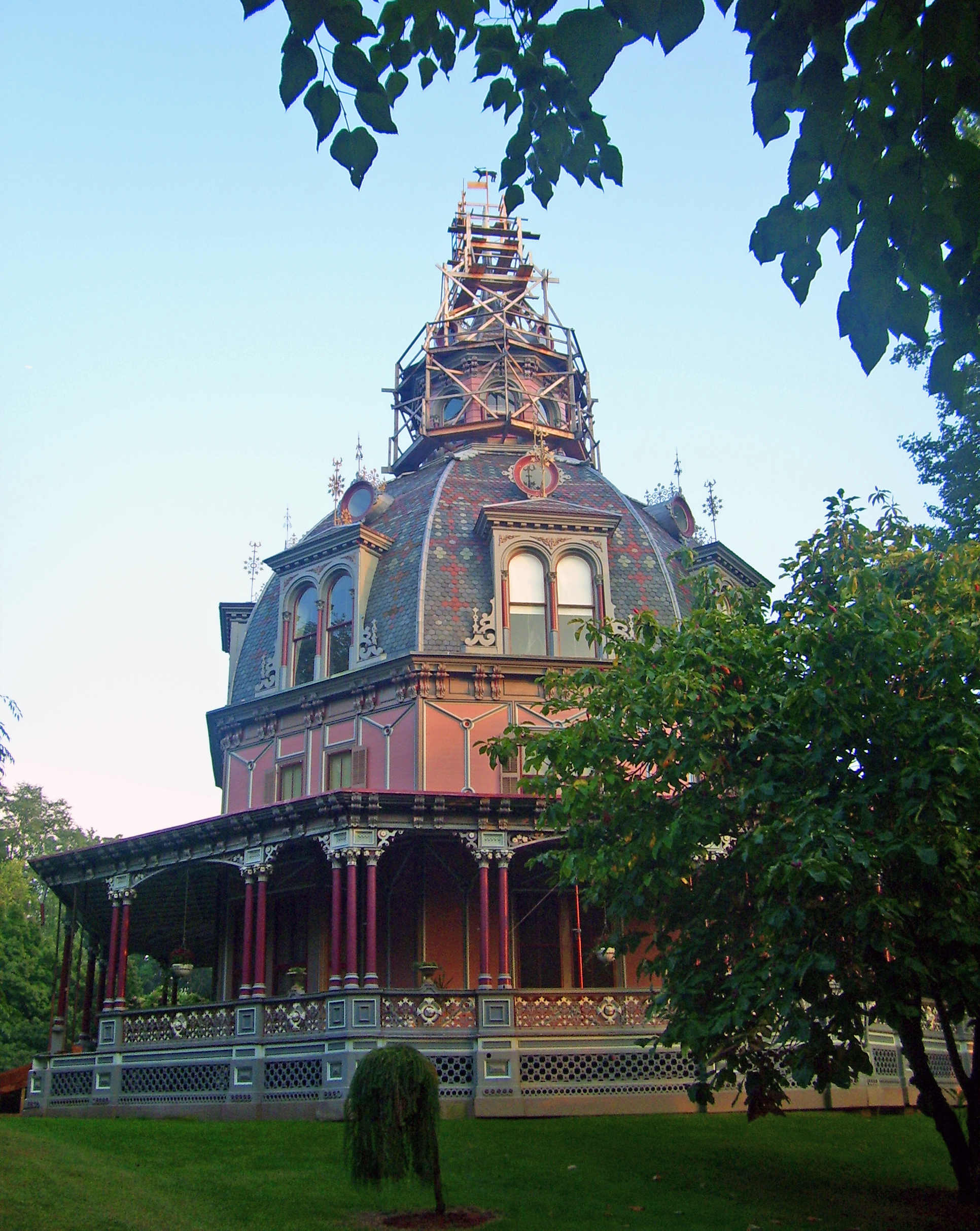
Ansicht aus dem Jahr 2007, der obere Teil des Gebäudes wird gerade renoviert.

Das Armour-Stiner House, auch als das Carmer Octagon House bekannt, ist ein Haus im viktorianischen Stil an der West Clinton Avenue 45 in Irvington im Westchester County, New York. Es gilt als weltweit einziges achteckiges Wohnhaus mit Kuppel. Es wurde 1976 zu einer National Historic Landmark erklärt.
Der Bau des Hauses erfolgte 1859–1860 im Auftrag des Finanziers Paul J. Armour und basiert auf Ideen von Orson Fowler. Der tatsächliche Architekt des Hauses ist unbekannt. Die Kuppel wurde bei der Erweiterung des Hauses durch den Teeimporteur Joseph Stiner zwischen 1872 und 1876 hinzugefügt. Das Armour-Stiner House gilt als eines der verschwenderischsten Oktagonhäuser jener Zeit.
Später wohnte hier der Historiker Carl Carmer, nach dessen Aussage es hier spuken soll. 1976 gehörte das Haus kurzzeitig dem National Trust for Historic Preservation, wodurch der Abriss verhindert wurde. Dieser verkaufte es dann an den Architekten Joseph Pell Lombardi, der auf die Rekonstruktion historischer Gebäude spezialisiert ist und dann das Haus, seine Innenausstattung, das Grundstück und die Nebengebäude rekonstruierte.
Das Haus ist noch heute ein privater Wohnsitz. Es befindet sich an der südlichen Seite der West Clinton Avenue auf dem Kamm eines Hügels, der den Hudson River weiter westlich überragt. Das Bauwerk befindet sich rund 500 m vom Flussufer entfernt und liegt etwa 40 m höher, ganz im Einklang mit den Ideen von Fowler. Der Croton Aqueduct, eine andere National Historic Landmark, ist östlich benachbart.
Eine Außenaufnahme des Hauses wurde in dem Film Across the Universe verwendet.